# Osmihrotý kříž
Osmihrotý kříž je druhem kříže používaným v heraldice, vexilologii, symbolice nebo faleristice. Je nazýván také jako maltézský kříž podle Řádu Maltézských rytířů, jejichž je tradičním znakem a od něhož se rozšířil dále.
Na rozdíl od normálního kříže se jeho ramena rozšiřují od středu směrem ven. Ramena kříže jsou stejně dlouhá a jsou zakončena dvěma hroty. V křesťanské symbolice špičky kříže symbolizují osm novozákonních blahoslavení, čtyři ramena kříže navíc symbolizují čtyři křesťanské ctnosti: moudrost, spravedlnost, mravní sílu a statečnost. Osm hrotů podle tradice symbolizuje rovněž osm rytířských ctností a vychází z něj celá řada insignií a symbolů různých řádů a vyznamenání.
Osmihrotý kříž je svébytným heraldickým znakem. Je-li kříž stříbrný v červeném poli, je popisován jako kříž maltézský; je-li zelený ve stříbrném poli, pak se jedná o kříž lazarský.
Jako jeden ze svých symbolů jej užívá stát Malta, objevuje se také v heraldice českých obcí.

## Užití

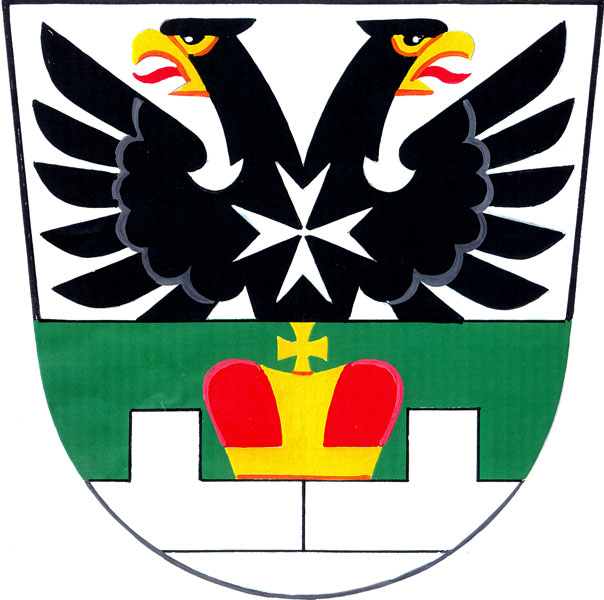
Znak obce Orlovice
Znak Řádu křižovníků s červenou hvězdou
Obchodní námořní vlajka státu Malta
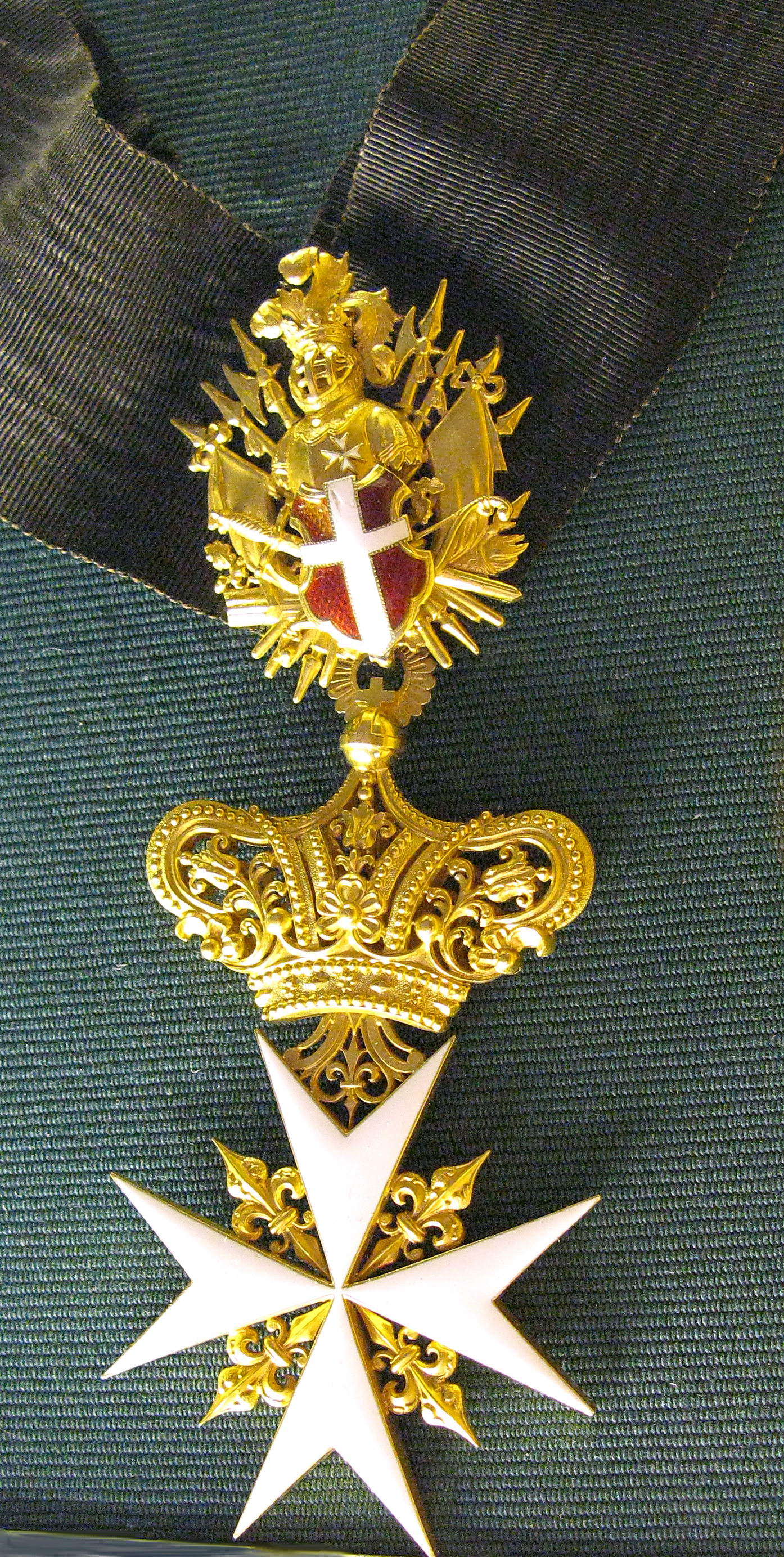
Nákrční dekorace Suverénního řádu Maltézských rytířů
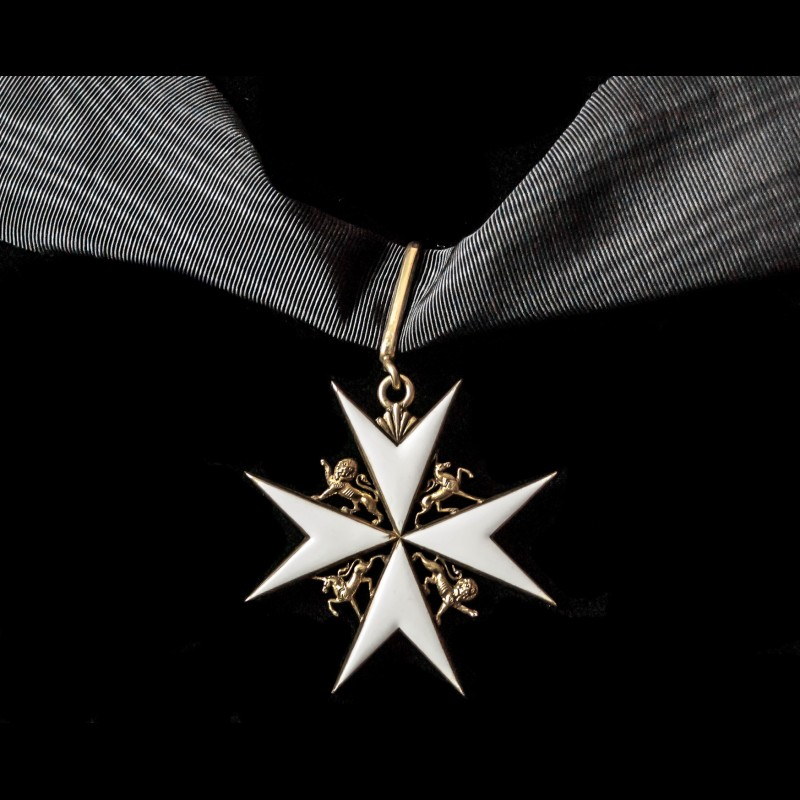
Nákrční dekorace britského Nejctihodnějšího řádu sv. Jana Jeruzalémského
Nákrční deokrace francouzského korunního Řádu svatého Ducha
Velký znak Vojenského a špitálního řádu sv. Lazara Jeruzalémského s osmihrotým křížem v podkladu erbu a na řádové kolaně